# Venta de Pantalones

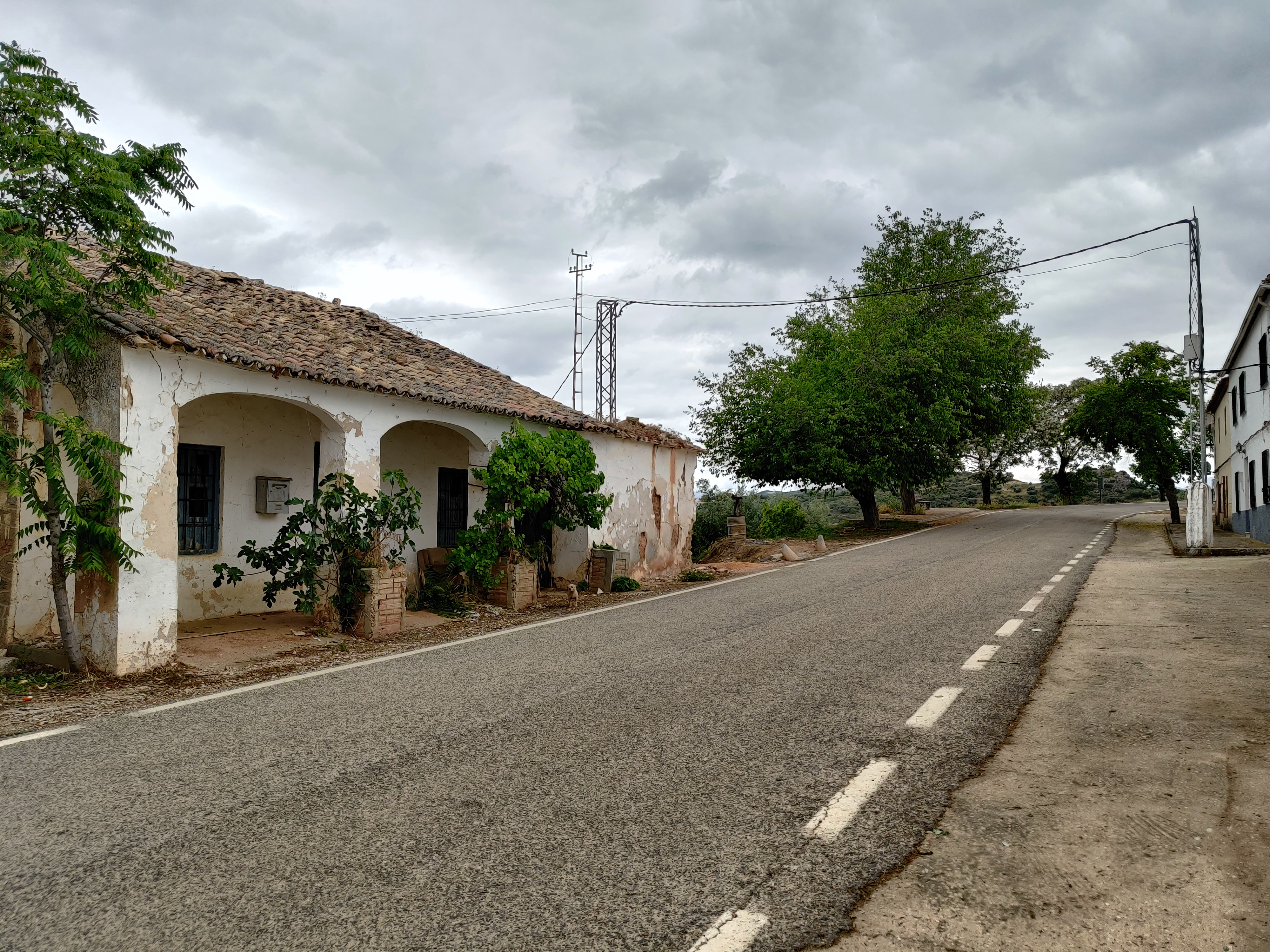
Casas de Venta de Pantalones.

Venta de Pantalones es una aldea perteneciente al municipio de Martos, en la provincia de Jaén (Andalucía, España). Se encuentra a unos 14'5 km de Martos, y a unos 6 km al norte de Alcaudete, junto al río Víboras.

## Toponimia
El topónimo «Venta de Pantalones» presenta una homonimia llamativa que le hace aparecer en listados de pueblos o aldeas con nombres peculiares. Venta, referido a una «casa establecida en los caminos o despoblados para hospedaje de los pasajeros», se puede confundir con la acción de vender. Mientras que el apelativo «de Pantalones» puede estar originado a causa de que en la aldea haya existido un puesto de confección de pantalones o relacionado que alcanzara cierta fama. Sin embargo, hay otras fuentes que apuntan a que el nombre proceda de la Venta del Tío Pantalones, personaje del lugar de escasa estatura conocido por la desmesurada prenda de vestir con que se vestía.

## Conexiones
Previamente a la construcción de la variante carretera autonómica andaluza A-316, por Venta de Pantalones transcurría la carretera principal que conectaba Martos con Alcaudete, y por consiguiente, Jaén con Alcaudete y esta zona sur de la provincia. Hoy día ha quedado relegada esta carretera a un segundo plano, recibiendo la aldea mucho menos tránsito. La aldea se encuentra a dos kilómetros por carretera de la Vía Verde del Aceite, incluida en la Red Nacional de Caminos Naturales.

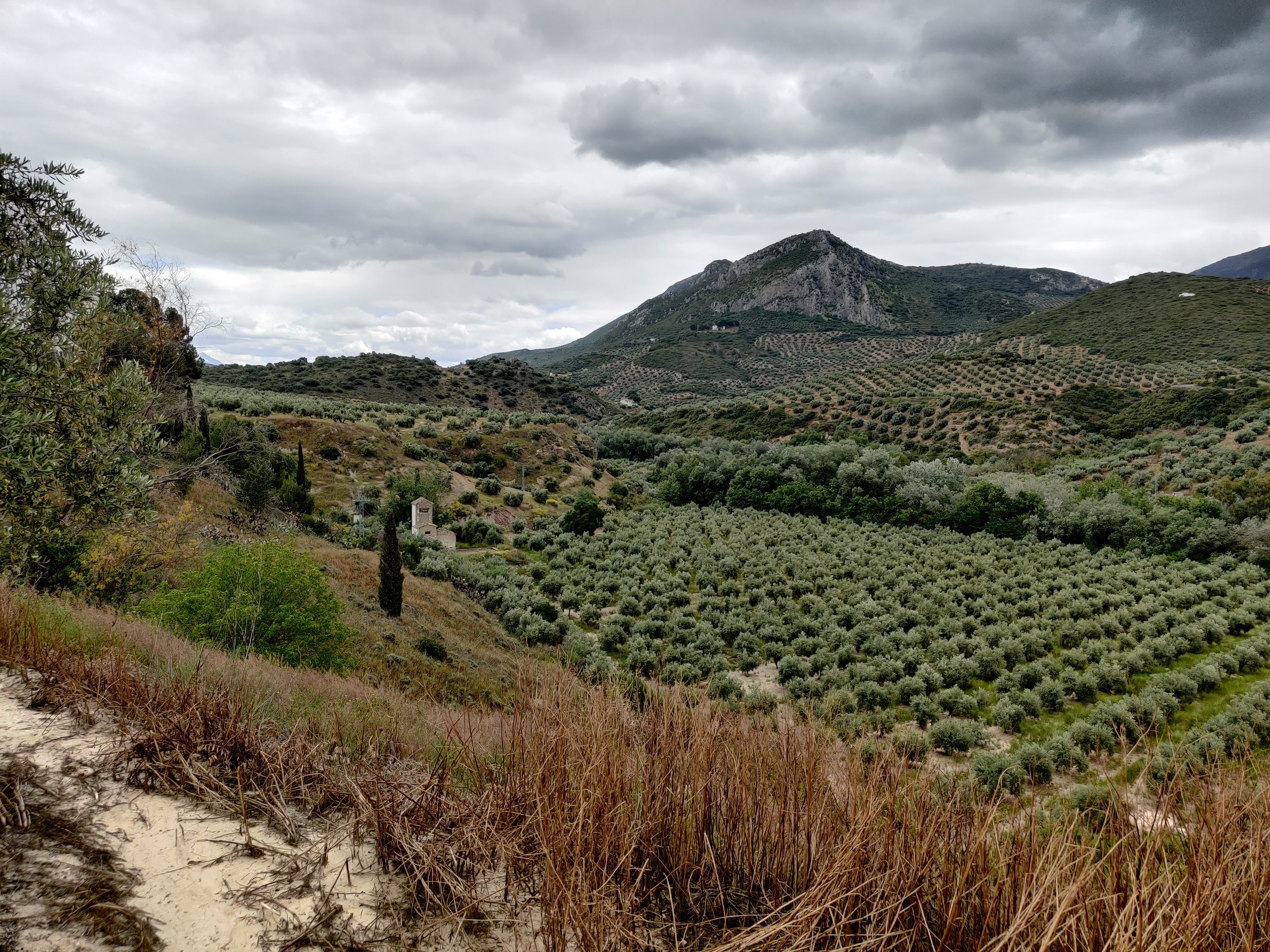
Entorno de la Venta de Pantalones, donde se aprecia la Sierra de la Caracolera.

## Población
No es posible conocer la población exacta de la aldea, ya que el INE recoge su población dentro del apartado «Diseminados» de Martos. No obstante, la aldea presenta algunas pocas casas pobladas todo el año, experimentando un notable aumento de vecinos durante el verano, que se mudan a la aldea durante estas fechas para pasarlo junto al frescor que proporciona el río Víboras.